# Duck Key (Lower Keys)
Pour les articles homonymes, voir Duck Key.
Duck Key est une île des Keys, archipel des États-Unis d'Amérique situé dans l'océan Atlantique au sud de la péninsule de Floride. Elle est située dans les Lower Keys et relève administrativement du comté de Monroe.